# پیر بست
پیر بست (انگلیسی: Pierre Bost; ۵ سپتامبر ۱۹۰۱ – ۶ دسامبر ۱۹۷۵) فیلم‌نامه‌نویس، رمان‌نویس و روزنامه‌نگار اهل فرانسه بود.
وی همچنین برندهٔ جوایزی همچون جایزه انترالیه شده‌است.